# Technika informatyczna
Technika informatyczna, technika informacyjna, technologia informatyczna, technologia informacyjna, TI (od ang. information technology, IT) – dyscyplina informatyczna i branża na rynku pracy zajmująca się stosowaniem technologii obliczeniowych (oprogramowanie i sprzęt komputerowy) w biznesie, instytucjach państwowych, opiece zdrowotnej, szkołach i innych typach organizacji. W szerszym znaczeniu (jako informatyka techniczna), obejmuje ona inżynierię oprogramowania, inżynierię komputerową, systemy informacyjne, cyberbezpieczeństwo i danologię. Jest ona także powiązana z sektorem teleinformatycznym.